# Anticoli Corrado
Anticoli Corrado (Antìcuri in dialetto locale) è un comune italiano di 856 abitanti della città metropolitana di Roma Capitale nel Lazio.

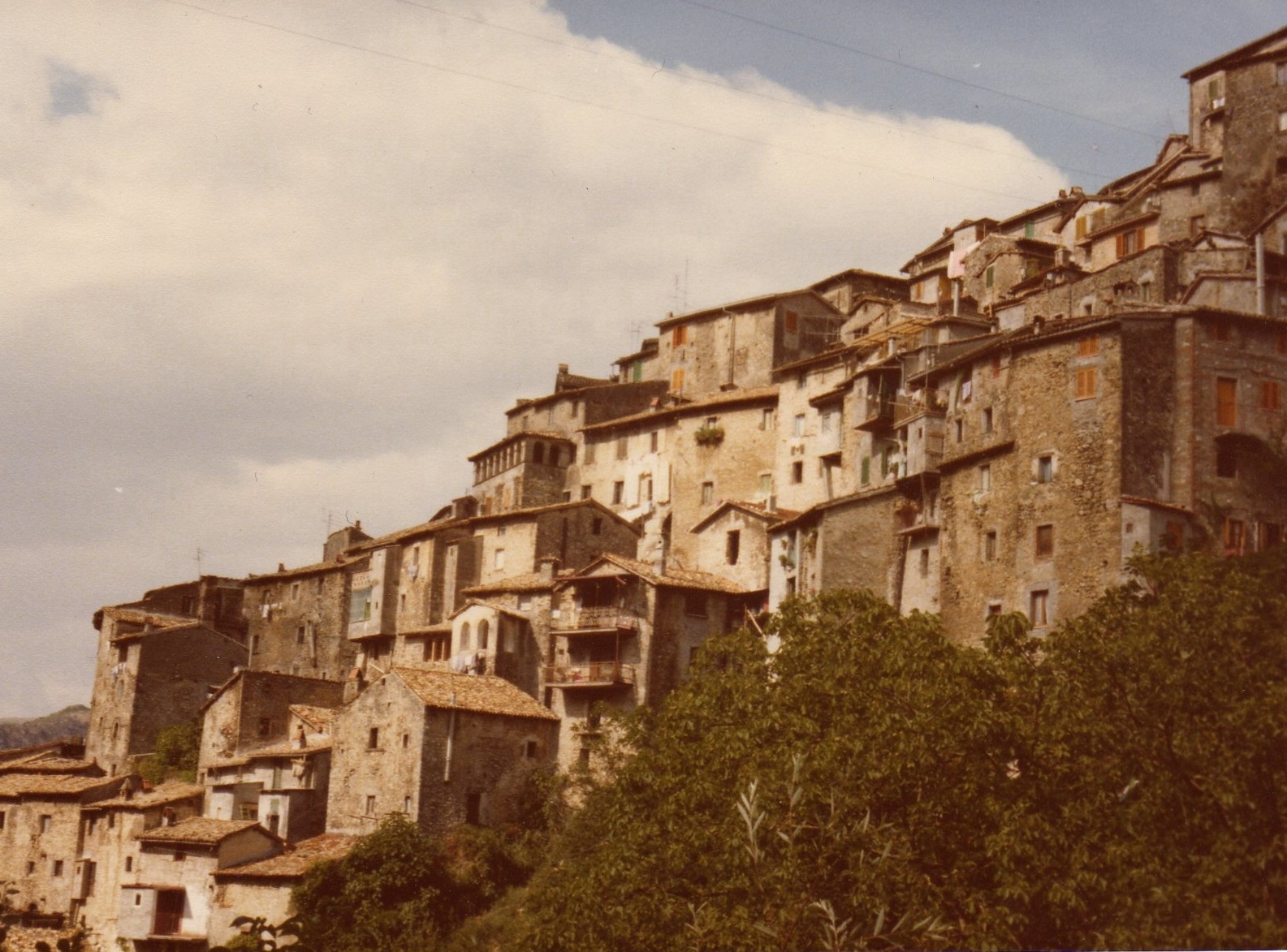
Il paese visto da sotto in una foto degli anni settanta

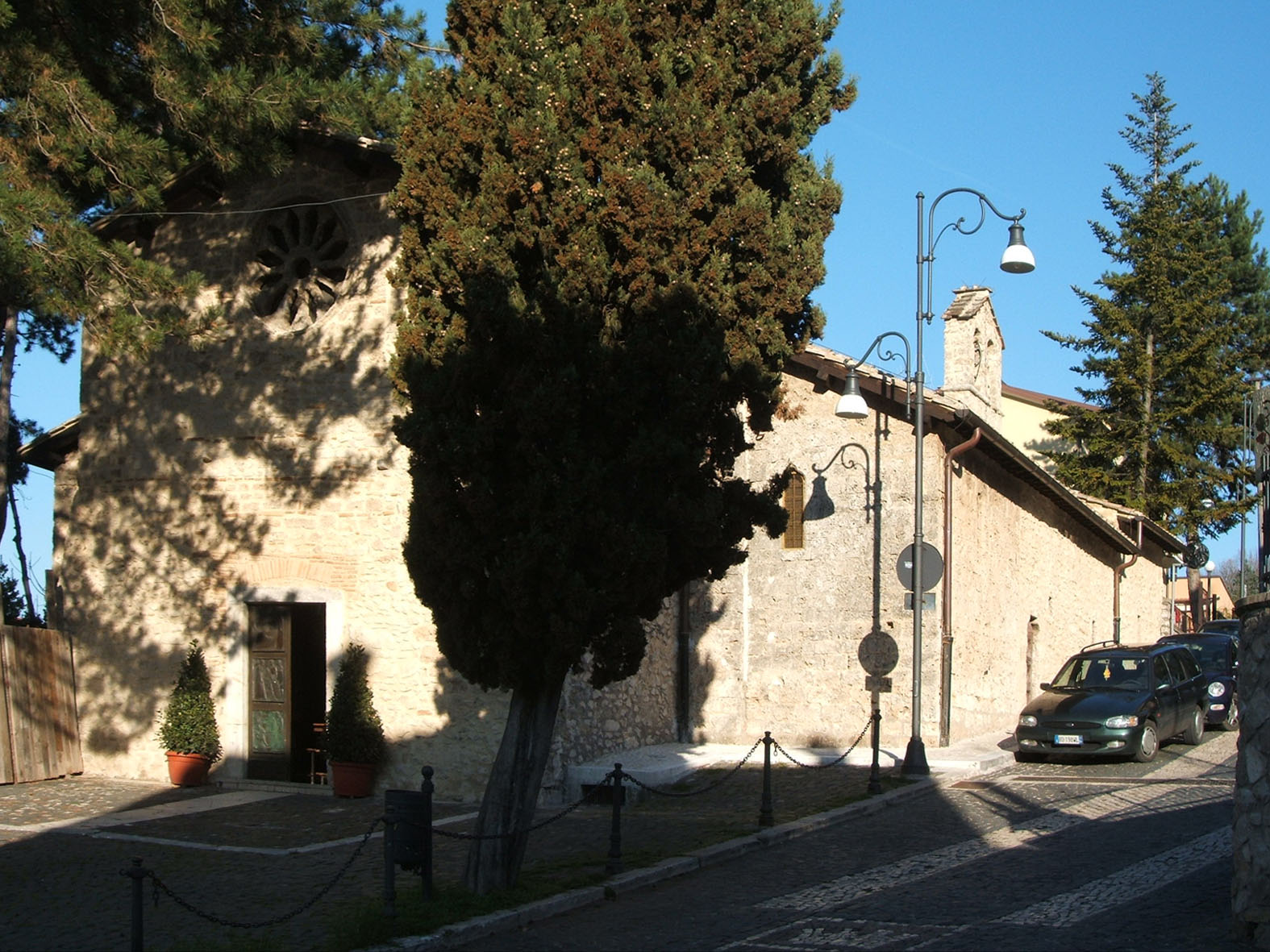
La Chiesa di S. Pietro

## Geografia fisica

### Territorio
Anticoli Corrado è situato ad est del capoluogo, a 508 metri di altitudine sul livello del mare, su un costone dei monti Ruffi, che domina la sottostante valle dell'Aniene.

### Clima
Il clima è freddo o caldo entrambi con un elevato tasso di umidità, assimilabile al clima tipico fluviale, vista anche la vicinanza del fiume Aniene.

## Storia
Il più antico documento che fa riferimento ad Anticoli è un'iscrizione greca datata all'VIII secolo che riporta un Fundus Antikuis nelle proprietà del monastero di Sant'Erasmo al Celio a Roma. Tra il 983 e il 1267 Anticoli compare in diversi documenti ecclesiastici, in relazione a contese sulla sua signoria, contesa tra l'abbazia di Subiaco e laici che a vario titolo ne reclamavano il governo.
Nel 1256 pervenne sotto la signoria di Corrado di Antiochia, nipote dell'imperatore Federico II di Svevia, citato in una carta del 1301 quale conte di Anticoli. Il paese decise di aggiungere il nome del sovrano a quello di Anticoli per ricordare Corrado, il più illustre signore della sua storia, e rendergli omaggio. In seguito la signoria del paese fu venduta dalla famiglia Antiochia alla famiglia degli Orsini, e da questi nel XVI secolo a quella dei Colonna di Sciarra.
Anticoli Corrado è anche conosciuta come "Il paese degli artisti e delle modelle": nella prima metà dell'800, infatti, venne scoperta dai numerosissimi pittori stranieri, arrivati a Roma dal nord dell'Europa alla ricerca dei paesaggi e delle atmosfere tipiche della campagna romana. Gli artisti affittarono molte stalle del paese, trasformandole nelle proprie abitazioni e in studi (un censimento del 1935 ne contava ben 55).
Le donne del paese, apprezzate per la loro bellezza, divennero delle modelle a tutti gli effetti. Saranno molto richieste anche al di fuori del paese, soprattutto per quadri e affreschi di tema religioso che ornano ancor oggi le chiese della valle dell'Aniene e dintorni.

Agli inizi degli anni trenta, ad Anticoli si incontrarono personalità artistiche come Oskar Kokoschka, Felice Carena e Luigi Pirandello, in paese con il figlio Fausto, pittore, Emanuele Cavalli pittore legato alla Scuola romana. Inoltre, vi soggiornava in estate, negli anni settanta, il grande poeta spagnolo Rafael Alberti con sua moglie. In paese ha dimorato anche lo scrittore Ignazio Silone, il quale è ricordato da una targa in pietra.

Anticoli Corrado nel 1939

### Simboli
Lo stemma del comune di Anticoli Corrado è stato riconosciuto con decreto del capo del governo del 12 marzo 1933.
(D.P.C.M. n. 10561 del 12.3.1933)

## Monumenti e luoghi d'interesse

### Architetture religiose
- Chiesa di San Pietro (XI secolo) con affreschi del XIII e XVI secolo e pavimento cosmatesco.
- Chiesa di San Nicola da Myra (località S.Nicola, via delle battute) XII sec. con affreschi del XII e XVIII sec.
- Chiesa di Santa Vittoria Vergine e Martire, XVI secolo.
- Chiesetta di San Rocco  1656 in via omonima con affreschi e decorazioni.
- Cappella della Madonna del Carmelo in via Priaterra in fase di restauro.
- Chiesa della Santissima Trinità fuori dal centro storico con affreschi seicenteschi (fronte ex mattatoio e fontanile ottocentesco).
- Santuario della Madonna del Giglio fuori dal centro storico, ricostruito dopo il bombardamento del secondo conflitto.
- In via Santa Caterina vi era la chiesa omonima, demolita nell'Ottocento.

### Architetture civili
- Palazzo Baronale (XVII secolo)
- Piazza delle Ville, con la fontana di Arturo Martini
- monumento dei caduti di Attilio Selva 1956 ristrutturato nel 2013
- Palazzo Maioli in via Maioli edificato nel 1586 e restaurato recentemente.

## Società

### Evoluzione demografica
Abitanti censiti

Negli ultimi anni vi è stato un preoccupante calo demografico della popolazione dovuta anche al tangibile calo delle nascite.

### Etnie e minoranze straniere
Secondo i dati ISTAT al 31 dicembre 2016 la popolazione straniera residente era di 74 persone. La nazionalità maggiormente rappresentata era quella rumena con 52 cittadini residenti.

## Cultura

### Istruzione

#### Musei
- Civico museo di arte moderna: il museo conserva prevalentemente opere di artisti che hanno avuto uno stretto legame con il paese, tra i quali Oskar Kokoschka, Emanuele Cavalli, Attilio Selva, Felice Carena, Arturo Martini, Giulio Aristide Sartorio, Adolfo De Carolis, Pietro Gaudenzi.

### Cucina
- I "cazzaregli": un tipo di pasta fatta con farina di grano e granturco, solitamente condita con sugo di pomodoro, aglio, olio d'oliva e peperoncino.
- Le "pizze fritte": un tipo di focaccia fritta nell'olio, bassa, dolce o salata.
- Olio d'oliva: il paese ed i dintorni ospitano numerosi oliveti e frantoi.
- Ciambelle all'anice dette qui i cacchiu

### Cinema
- Nel 1969 la cittadina fu il set di Il segreto di Santa Vittoria, film di Stanley Kramer con un cast internazionale composto da attori italiani e stranieri, tra i quali Anna Magnani, Anthony Quinn, Virna Lisi, Renato Rascel e Giancarlo Giannini.
- Nel 2012 il paese tornò ad essere set cinematografico, questa volta della fiction Rossella[12]

## Amministrazione

### Sindaci
| Periodo        | Periodo        | Primo cittadino      | Partito                          | Carica  | Note |
| -------------- | -------------- | -------------------- | -------------------------------- | ------- | ---- |
| 6 giugno 1993  | 27 aprile 1997 | Piero Splendori      | PDS                              | Sindaco |      |
| 27 aprile 1997 | 13 maggio 2001 | Piero Splendori      | centrosinistra                   | Sindaco |      |
| 13 maggio 2001 | 15 maggio 2011 | Vittorio Meddi       | lista civica                     | Sindaco |      |
| 16 maggio 2011 | 5 giugno 2016  | Roberto Falconi      | lista civica: Uniti per Anticoli | Sindaco |      |
| 5 giugno 2016  | 3 ottobre 2021 | Vittorio Meddi       | lista civica: Anticoli al Centro | Sindaco |      |
| 4 ottobre 2021 | in carica      | Francesco De Angelis | lista civica: Anticoli in Comune | Sindaco |      |

### Gemellaggi
- Arcos de la Frontera

### Altre informazioni amministrative
- Fa parte della Comunità montana dell'Aniene